# Anomala buxtoni
Anomala buxtoni är en skalbaggsart som beskrevs av Ohaus 1940. Anomala buxtoni ingår i släktet Anomala och familjen Rutelidae. Inga underarter finns listade i Catalogue of Life.